# NGC 3721
NGC 3721 (również PGC 35727) – galaktyka spiralna (S0-a), znajdująca się w gwiazdozbiorze Pucharu. Odkrył ją w 1886 roku Francis Leavenworth. Identyfikacja obiektu NGC 3721 nie jest pewna ze względu na niedokładność podanej przez odkrywcę pozycji. W bazie SIMBAD jako NGC 3721 skatalogowano galaktykę PGC 35743 (LEDA 35743), którą inne źródła identyfikują jako NGC 3730.